# Klabava
Klabava település Csehországban, Rokycanyi járásban. Klabava Dýšina, Rokycany, Litohlavy és Ejpovice településekkel határos. Lakosainak száma 523 fő (2024. január 1.).

## Népesség
A település lakosságának változását az alábbi diagram mutatja:
| Lakosok száma | 666  | 675  | 641  | 550  | 430  | 437  | 469  | 463  | 473  | 523  |
|               | 1869 | 1900 | 1921 | 1961 | 1980 | 2011 | 2016 | 2019 | 2021 | 2024 |